# 편상욱
편상욱(片祥旭, 1969년 1월 22일 ~ )은 대한민국 SBS의 기자, 앵커다.

## 생애
1969년 1월 22일에 충청남도 홍성군에서 출생하여 홍남초등학교, 홍주중학교, 북일고등학교, 한국외국어대학교 독일어과를 졸업하고 1994년 2월 뉴스 전문 채널 YTN의 공채 1기로 입사하여 사회부와 기동취재부에서 기자로 근무하였다. 
1998년 SBS로 이적하여 경제부와 사회부에서 기자로 일하였으며, 2000년 SBS 출발 모닝와이드에서 '편상욱 기자의 경제브리핑'을 진행하였다. 
2009년 SBS 나이트라인, 2011년 평일 출발! 모닝와이드 1, 2부 진행, 국제부 차장, 편집부 차장을 거쳐 주말 SBS 8 뉴스를 진행하였다.
2015년 국제부 차장으로 자리를 옮긴 뒤 주말 SBS 8 뉴스와 함께 SBS 이슈 인사이드도 진행하였다. 
2008년 SBS '생명의 땅 습지' 기획보도로 방송기자연합회의 '이달의 방송기자상' 을 수상하였으며 2010년 한국방송인 동우회의 '바른말 보도상'을 수상하였다. 
2015년 한국방송대상 앵커상을 수상하였다
2016년 SBS 베이징 특파원으로 발령되어 주말 SBS 8 뉴스에서 하차하였다.
2019년 국제부장으로 승진하게 되면서 3년간의 베이징 특파원 생활을 마치고 귀국했으며, 2019년 7월 22일부터 8년 만에 다시 SBS 나이트라인을 진행했다.
2021년 1월 4일부터 2023년 3월 31일 SBS 오 뉴스를 진행하고 있다.
2023년 4월 3일부터 SBS 뉴스브리핑를 진행하고 있다.

## 학력
- 1975 ~ 1981 홍남초등학교
- 1981 ~ 1984 홍주중학교
- 1984 ~ 1987 북일고등학교
- 1987 ~ 1991 한국외국어대학교 독일어 학사
- 2005 ~ 2007 서강대학교 경영대학원 석사
- 2010 ~ 2013 한국외국어대학교 대학원 신문방송학 박사(수료)

## 경력
- 1995.12 SBS 기자
- 1995 ~ 2012 SBS 경제부, 사회부, 국제부 기자
- 2012 SBS 편집부 차장
- 2012 SBS 국제부 차장
- 2013 ~ 2014 한국외국어대학교 겸임교수
- 2016 ~ 2019 SBS 보도국 국제부 베이징지국장
- 2019 ~ 2023 SBS 보도본부 정치부 기자 (부장급)
- 2023 ~ 현재 SBS 보도본부 정치부 기자 (부국장급)

## 출연작
- 2001년 SBS 일일시트콤 웬만해선 그들을 막을 수 없다  특별출연
- 2009년 1월 28일 ~ 2009년 4월 24일 생방송 투데이 생활경제
- 2009년 4월 27일 ~ 2011년 3월 18일 / 2019년 7월 22일 ~ 2020년 12월 30일 SBS 나이트라인
- 2011년 3월 21일 ~ 2011년 7월 22일 SBS 평일 모닝와이드 1, 2부
- 2011년 7월 23일 ~ 2016년 2월 21일 주말 SBS 8 뉴스
- 2014년 8월 18일 ~ 2014년 8월 22일 / 2015년 7월 27일 ~ 2015년 7월 31일 평일 SBS 8 뉴스 대리진행
- 2013년 SBS 드라마 스페셜 내 연애의 모든 것 특별출연
- 2013년 SBS 드라마 스페셜 너의 목소리가 들려 특별출연
- 2015년 1월 7일 ~ 2015년 11월 19일 SBS 이슈 인사이드
- 2021년 1월 4일 ~ 2023년 3월 31일 SBS 오 뉴스
- 2022년 3월 2일 ~ 2022년 3월 4일 SBS 나이트라인 임시진행
- 2023년 4월 3일 ~ 현재 SBS 뉴스브리핑

## 상훈
- 2008 방송기자연합회 이달의 방송기자상 기획부문
- 2010 한국방송인 동우회 바른말 보도상
- 2015 한국방송대상 앵커상